# Station Saint-Quentin
Station Saint-Quentin is een spoorwegstation aan de spoorlijn Creil - Jeumont. Het ligt in de Franse stad Saint-Quentin in het departement Aisne (Hauts-de-France).

## Geschiedenis
Het station werd door de Compagnie des chemins de fer du Nord geopend op 23 mei 1850 bij de opening van de sectie Tergnier - Saint-Quentin. Het stationsgebouw werd in 1926 vervangen door het huidige gebouw, dat sinds 2003 ingeschreven staat als Monument historique.

## Ligging
Het station ligt op kilometerpunt 153,037 van de spoorlijn Creil - Jeumont.

## Treindienst
| Serie | Treinsoort | Route | Bijzonderheden |
| ----- | ---------- | --- | -------------- |
| K 13  | TER (SNCF) | Paris-Nord – Compiègne – Saint-Quentin – [ Busigny – Caudry – Cambrai ] / [ Le Cateau – Aulnoye-Aymeries – Maubeuge ] |                |
| P 62  | TER (SNCF) | Saint-Quentin – Busigny – Le Cateau – Aulnoye-Aymeries                                                                |                |

Het station wordt aangedaan door de volgende treinen:
- Intercités-treinen tussen Paris-Nord en Cambrai/Maubeuge, waarvan een deel dit station als eindpunt heeft.
- TER Picardie-treinen tussen dit station en Amiens
- TER Nord-Pas-de-Calais/TER Picardie-treinen tussen Lille-Flandres en Chauny
- TER Picardie-treinen tussen Cambrai en Reims
- TER Nord-Pas-de-Calais/TER Picardie-treinen tussen Tergnier en Aulnoye-Aymeries